# احمد اوبا
احمد اوبا (به ترکی آذربایجانی: Əhmədoba) یک منطقه مسکونی در جمهوری آذربایجان است که در شهرستان خاچماز واقع شده است. احمد اوبا ۱۵۴۸ نفر جمعیت دارد.